# Látrabjarg
Látrabjarg ist eine Landzunge der Halbinsel Vestfirðir (deutsch: Westfjorde) in Island.

## Lage
Die Steilküste Látrabjarg liegt im äußersten Westen der dünn besiedelten Vestfirðir. Das Kap Bjargtangar ist der westlichste Punkt Islands. Látrabjarg ist etwa 14 km lang.
Im Süden ist bei gutem Wetter der etwa 85 km entfernte Snæfellsjökull zu sehen. Látrabjarg gilt als einer der größten Vogelfelsen der Welt. In den bis zu 450 m hohen Kliffs leben Millionen Seevögel, vor allem Papageitaucher, Lummen und Tordalken. Die Vogeleier dienten den Isländern als Nahrung und wurden durch Abseilen gesammelt. Von Breiðavík führt eine schmale Schotterstraße zu dem meist menschenleeren Kap, an dem eine Wetterstation und ein Leuchtfeuer stehen.
Bei Látrabjarg retteten Isländer im Winter 1947 die Besatzung eines englischen Fischdampfers. Als diese Großtat verfilmt werden sollte, gab ein neuerlicher Schiffsunfall die reale Kulisse unter gleichen Bedingungen. Der eindrucksvolle Film ist in Island zu erhalten. Er wurde auch von der DGzRS gezeigt.

## Bilder

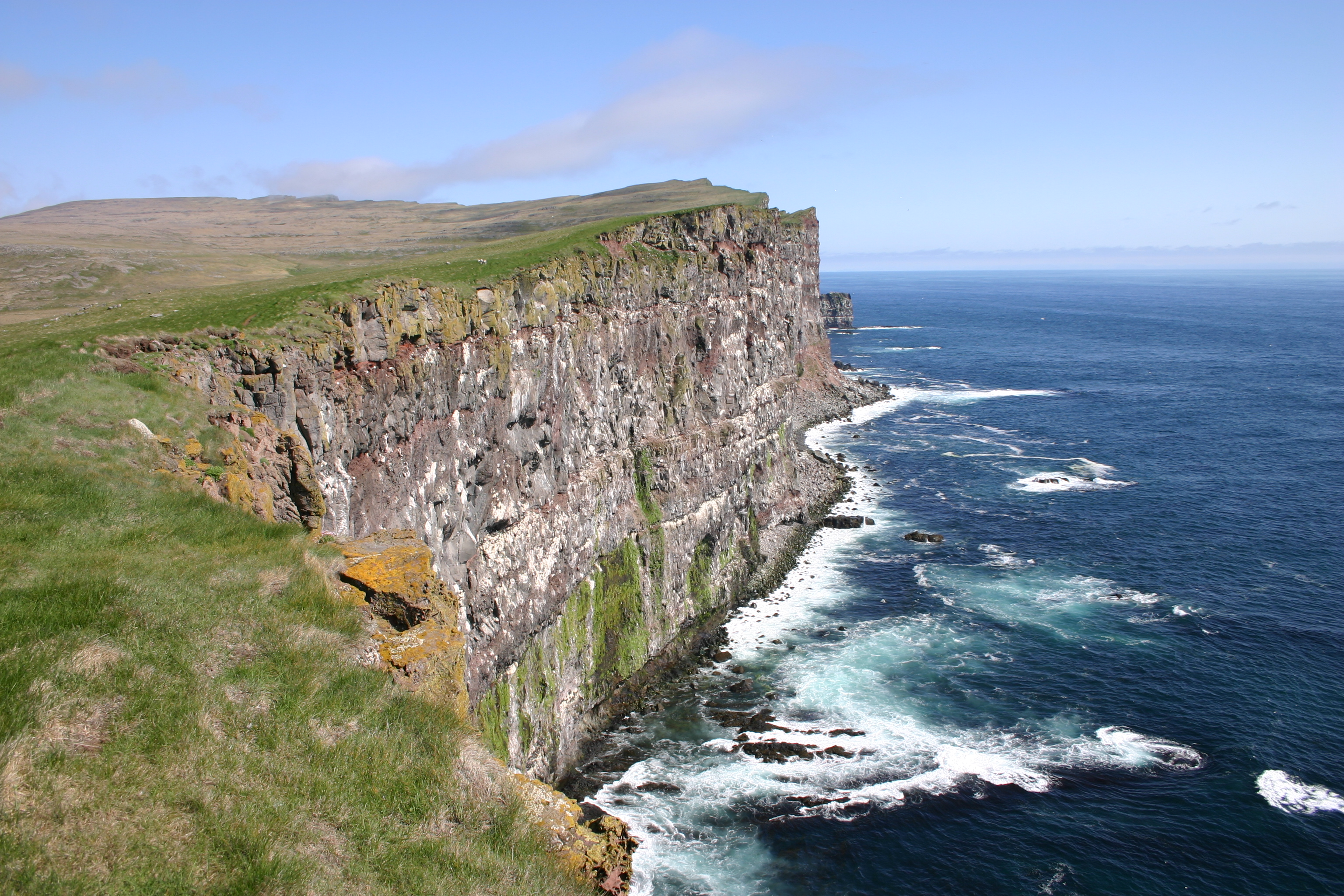
Die Steilküste
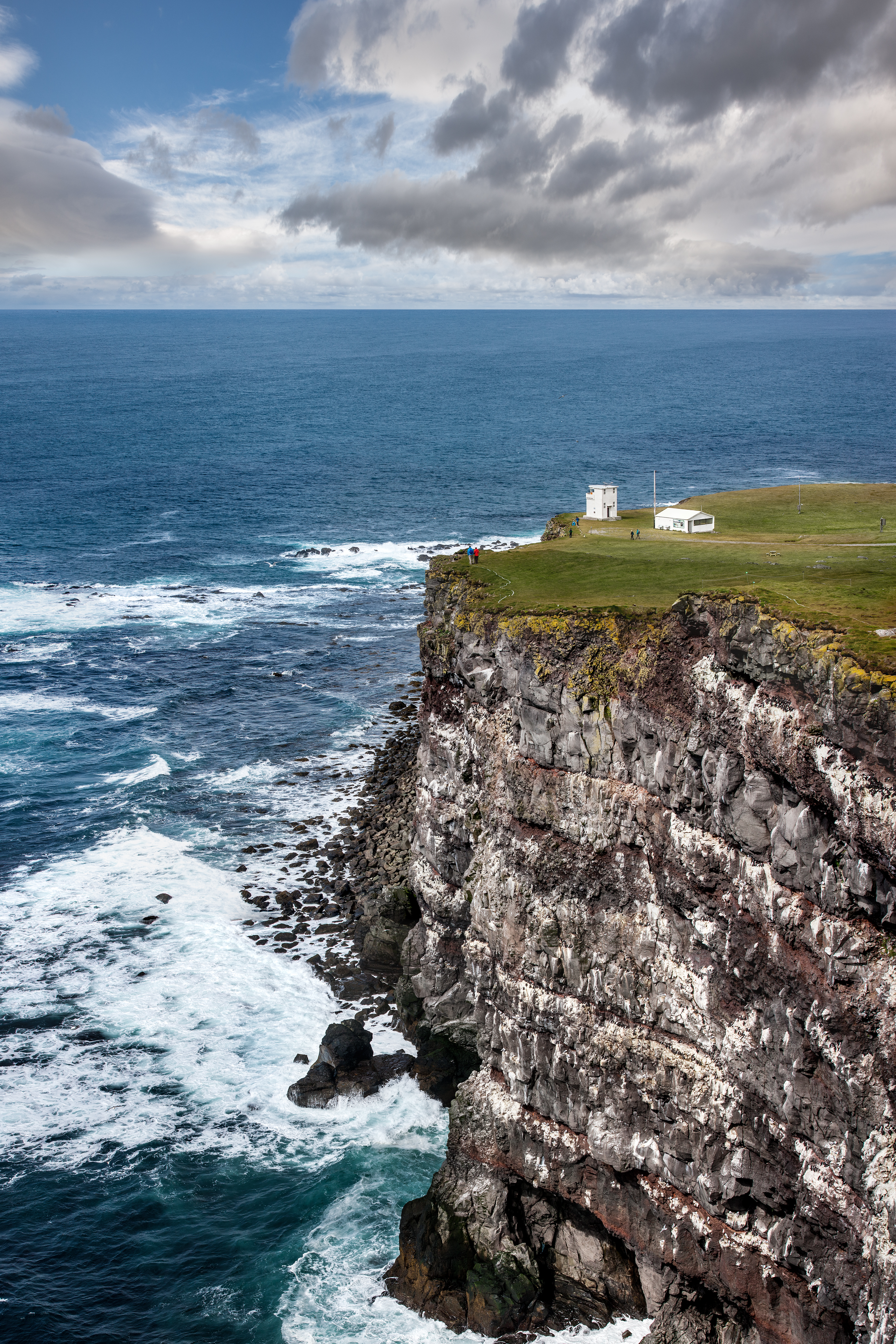
Steilküste Látrabjarg mit Wetterstation und Leuchtfeuer
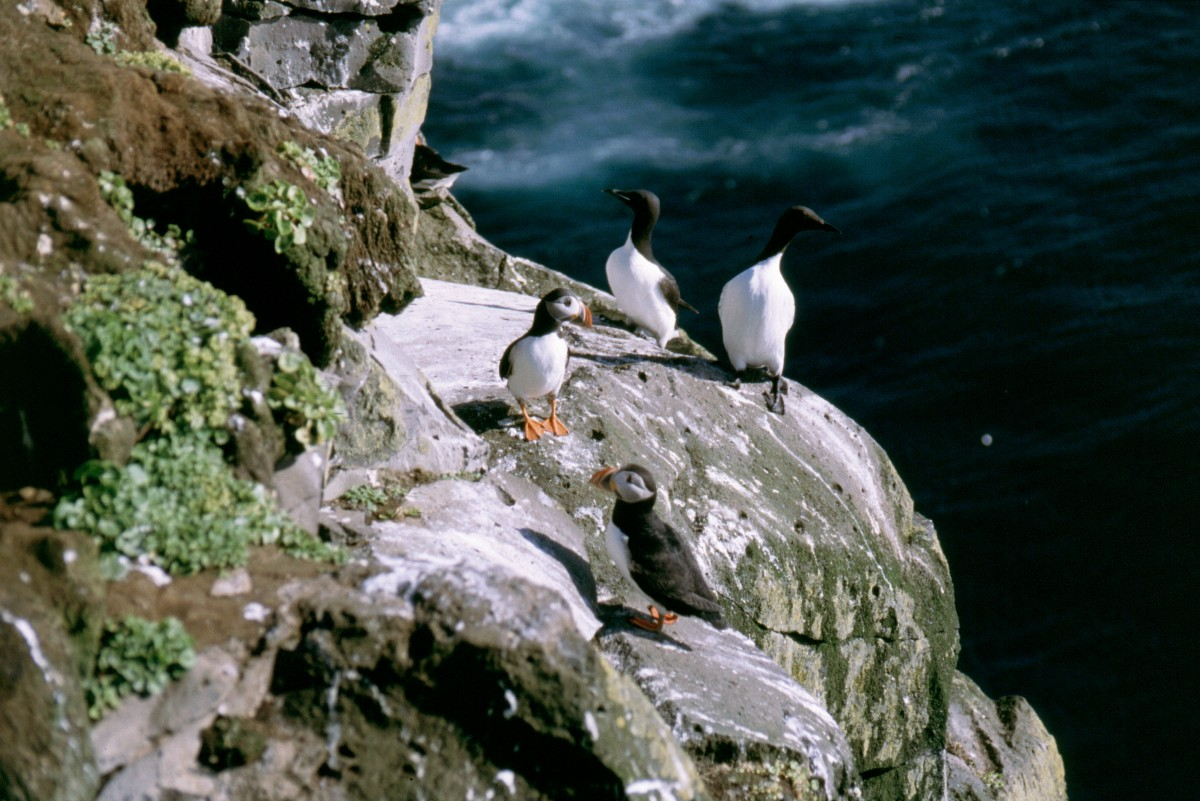
Seevögel am Látrabjarg
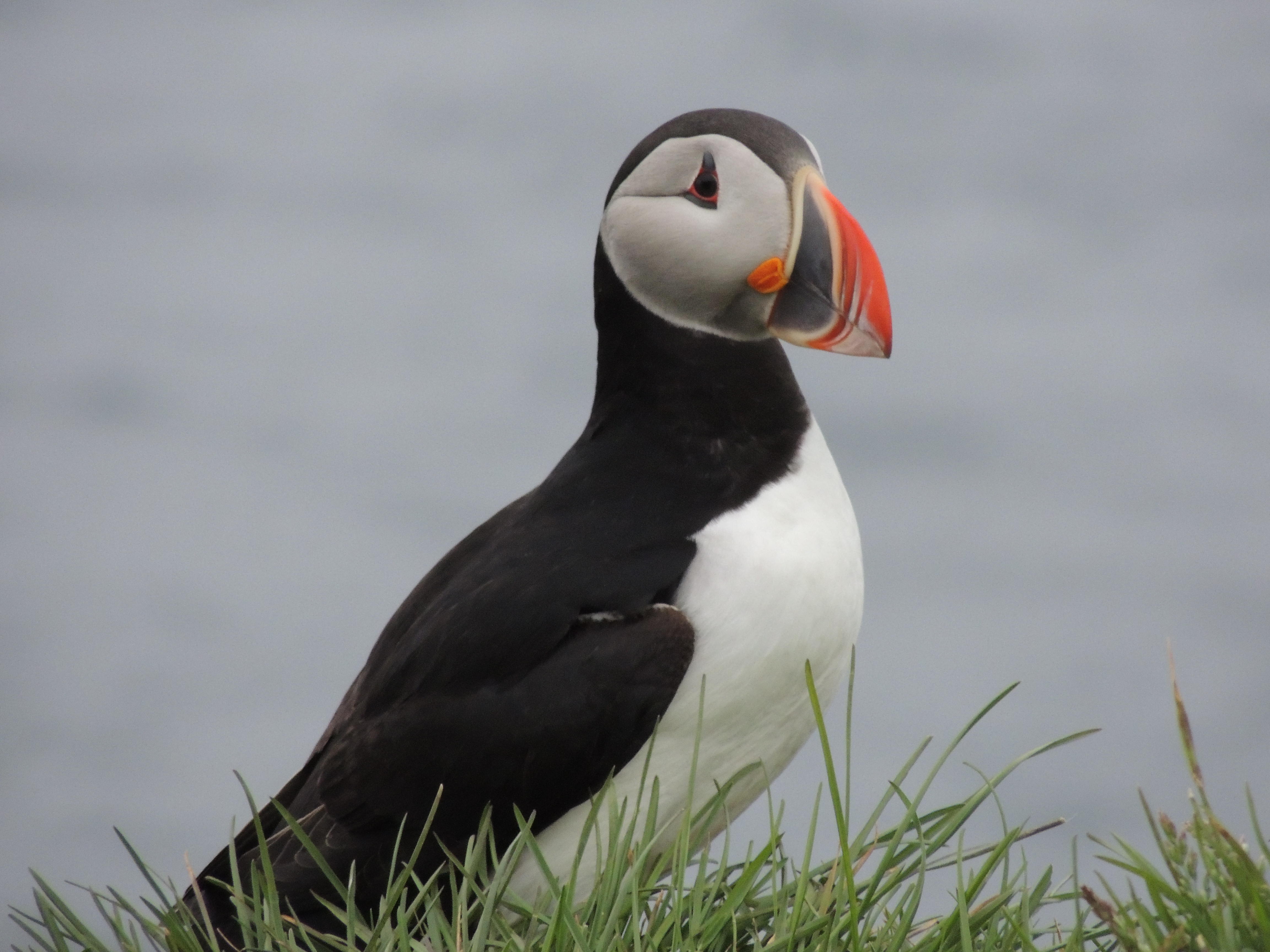
Papageitaucher am Látrabjarg